# Список богомолів Кіпру
У фауні Кіпру відомо 8 видів богомолів. Богомоли поширені в основному в субтропічних та тропічних країнах з теплим кліматом, лише окремі види зустрічаються у помірному кліматі.

## Список видів
| Наукова назва, автор, рік опису         | Таксономія          | Статус МСОП | Зображення | Зауваження щодо поширення |
| Mantis religiosa Linnaeus, 1758         | Родина Mantidae     | LC          |            |                           |
| Empusa fasciata Brullé, 1832            | Родина емпузові     | DD          |            |                           |
| Iris oratoria Linnaeus, 1758            | Родина Tarachodidae | -           |            |                           |
| Blepharopsis mendica Fabricius, 1775    | Родина емпузові     | —           |            |                           |
| Rivetina baetica Rambur, 1910           | Родина Mantidae     | —           |            |                           |
| Rivetina syriaca syriaca Saussure, 1869 | Родина Богомолові   | —           |            |                           |
| Ameles heldreichi Br.v.W., 1882         | Родина Mantidae     | —           |            |                           |
| Sphodromantis viridis Forskal, 1775     | Родина Mantidae     | —           |            |                           |